# 大田阿斗里
大田 阿斗里（おおた あとり、1989年8月12日 - ）は、日本の警察官。警視庁第四機動隊所属。
プロ野球選手（投手）として2008年から2016年まで活動。右投右打。2008年から2012年までは、名前の阿斗里（あとり）を登録名に用いていた。また、警察官転身後も警視庁の硬式野球部にも一時所属していた。

## 経歴

### プロ入り前
3歳まで沖縄で暮らした後に東京へ転居。小学3年生で江戸川区軟式野球連盟・仲町ビックフィガースで外野手として軟式野球を始め、5年生で投手に転向。6年生の時に江戸川区選抜として世界大会に出場した。
進学した帝京高等学校では1年夏からベンチ入りし、2年夏から3季連続で甲子園に出場した。2年夏は8強、2007年春のセンバツでは小城打線を相手に、江川卓と並ぶ大会史上2位タイとなる20奪三振の活躍、4強入りに貢献する。しかし、二回戦の市川戦でバントを試みた際に親指を負傷。痛みからフォームが崩れ、夏の東東京大会でも何度もノックアウトされ、時に1アウトも取れない事もあった。最後の夏の甲子園ではこの不調が響き、エースナンバー背番号1は同僚の垣ヶ原達也に奪われ、背番号10を付けての出場となった（チームは8強進出）。この甲子園では2/3イニングしか投げられなかった。
高校時代は、卒業後は直接プロ野球球団へ入ることを希望していた。しかし、3年生の夏に不調だったことから、「入団できなかった場合はアメリカへ行ってメジャーリーグ（MLB）を目指すかもしれない」という意向を周囲に漏らしていたが、2007年の高校生ドラフト会議で横浜ベイスターズから3巡目指名を受け、契約金5000万円、年俸500万円（金額は推定）という条件で入団。入団後には、名前の「阿斗里」を登録名に用いることを発表した。

### 横浜・DeNA時代
2008年のシーズンは大半を二軍（湘南シーレックス）で過ごしたが、イースタン・リーグ選抜の一員としてフレッシュオールスターゲームに出場した。9月14日の対中日ドラゴンズ戦（横浜スタジアム）で救援投手として一軍デビュー。9月25日の対阪神タイガース戦（阪神甲子園球場）で一軍初先発を果たした。しかし、通算では5試合の登板で、0勝2敗、防御率8.03に終わった。
2009年は、イースタン・リーグ公式戦17試合の登板で、5勝6敗、1完投、防御率5.31を記録。一軍公式戦では、8月13日の対広島東洋カープ戦（横浜）に救援で登板しただけだった。
2010年は、一軍公式戦16試合に登板。先発・救援の双方を経験したが、0勝7敗、防御率6.51にとどまった。シーズン終了後の契約交渉では、先発にも救援にも対応できることが評価されたため、推定年俸720万円（120万円増）で契約を更改した。2011年、イースタン・リーグ公式戦15試合で、1勝5敗、防御率3.86を記録。一軍では公式戦3試合の登板で0勝1敗に終わったため、一軍初登板からの未勝利連敗記録がNPB歴代3位の10に達した。2012年はイースタン・リーグ公式戦29試合に登板。3勝0敗、防御率1.73という成績ながら、一軍では公式戦2試合の登板で勝敗が付かず、防御率13.50でシーズンを終えた。「（この成績で）戦力外通告を覚悟した」と語るほどの危機感を抱いたことから、シーズン終了後の12月27日には、登録名を本名の「大田阿斗里」に変更することを球団から発表。これを機に、ユニフォームの背ネーム表記も、従来の「ATORI」から「ŌTA」に改められた。なお、この年には結婚。第1子（長男）を授かっている。
2013年は、5月18日にシーズン初の出場選手登録。6月22日の対阪神タイガース戦（横浜）では、1点リードの5回表2死満塁から2番手投手として登板すると、6回表まで無失点に抑えた末に一軍初勝利を挙げた。この勝利で前述の連敗記録を10で止めたことから、試合後に受けた自身初のヒーローインタビューでは、「（初勝利まで）長かった。今日からやっとプロ野球選手になったと思う。一軍で活躍しないとプロ野球選手とは言えない」と語った。シーズン全体では、一軍公式戦で自己最多の38試合に登板。2勝4敗、5ホールド、防御率3.72という成績を残した。シーズン終了の契約交渉では、推定年俸1250万円（600万円増）で契約を更改している。
2014年は、4月22日にシーズン初の出場選手登録を果たした。公式戦では3試合の登板で自責点0にとどめたが、4月30日に登録を抹消。抹消後に一軍へ復帰できなかったため、シーズン終了後の契約交渉では、いったん保留した後に推定年俸950万円（300万円減）で契約を更改した。
2015年は、一軍公式戦への登板機会はなかった。イースタン・リーグ公式戦でも、24試合の登板で2勝1敗1セーブ、防御率5.96と振るわず、10月4日に球団から戦力外通告を受けた。11月10日に、シートバッティング形式のNPB12球団合同トライアウト（草薙球場）へ参加。速球で149km/hを計測したほか、2つの三振を奪うなど、打者3人を無安打に抑えた。その一方で、高校時代にメジャーリーグ志向を公言していたこと（前述）を背景に、2015年の11月中旬にはMLB球団のトライアウトも相次いで受験。ボストン・レッドソックスのトライアウトでは合格に至らなかったが、サンディエゴ・パドレスが日本国内で初開催したトライアウト（11月22日・高知東部球場）にも参加した。トライアウトの結果、パドレスとマイナー契約を結ぶことになったと報じられたが、この憶測記事により、パドレスサイドが態度を硬化させてしまい、この話は流れてしまった。

### オリックス時代
2016年1月18日に、NPBのオリックス・バファローズが、ほっともっとフィールド神戸で大田の投球をチェック。2月1日からの春季キャンプ中に、実戦形式による最終テストを実施した。その結果、2月9日に育成選手として契約することが発表された。当初の背番号は129で、球団本部長の瀬戸山隆三は、支配下選手登録を視野に入れた契約であることを示唆した。6月23日には、育成契約から支配下選手契約へ移行するとともに、背番号を98に変更した。9月12日の対東北楽天ゴールデンイーグルス戦（楽天koboスタジアム宮城）に救援投手として自身2年振り・移籍後初の一軍登板であったが、一軍公式戦での登板はこの1試合だけで、10月2日に球団から戦力外通告を受けた。12月2日、自由契約公示された。11月12日に、2年連続で12球団合同トライアウト（甲子園）に参加。ストレートで最速144km/hを計測したほか、打者3人を相手に、1奪三振1与四球という結果を残した。

### 警察官採用後
2017年1月に、警視庁警察官採用試験を受け合格。警視庁警察学校卒業後は警視庁武蔵野警察署吉祥寺駅東口交番に配属された。同時に第四機動隊の警視庁硬式野球部に入部し野球を続けた。1年間の交番勤務ののち、第四機動隊に異動となり、即位の礼、2020年東京オリンピック・パラリンピック、G7広島サミットなどの大規模警備にも従事している。野球部は2023年限りで勇退している。
巡査部長に昇任している。

## 選手としての特徴
平均球速約143km/h。最速151km/hのストレートとスライダー、チェンジアップ、フォークボールが特徴。
横浜時代に一軍初登板から初勝利まで10連敗を喫したのは、繊細な性格ゆえに、ストレートの球速が一時130km/h台の前半にまで落ち込むほど腕が振れなくなったことが原因とされる。

## 人物
スズメ目アトリ科の小さな渡り鳥であるアトリが名前の由来であり、野鳥の撮影が趣味の父が名付けた。また姉が2人おり、姉たちの名前もそれぞれ鳥の名前からつけられている。横浜時代の背番号は58で、この番号にちなんで、「ハマのゴーヤー」という愛称を自ら命名。「将来は58から40を引いた番号（エースナンバーの18）を付けたい」とも話していたが、DeNAを退団するまで背番号58の着用を続けた。

## 詳細情報

### 年度別投手成績
| 年 度     | 球 団      | 登 板 | 先 発 | 完 投 | 完 封 | 無 四 球 | 勝 利 | 敗 戦 | セ 丨 ブ | ホ 丨 ル ド | 勝 率 | 打 者 | 投 球 回 | 被 安 打 | 被 本 塁 打 | 与 四 球 | 敬 遠 | 与 死 球 | 奪 三 振 | 暴 投 | ボ 丨 ク | 失 点 | 自 責 点 | 防 御 率 | W H I P |
| --------- | ---------- | ----- | ----- | ----- | ----- | -------- | ----- | ----- | -------- | ----------- | ----- | ----- | -------- | -------- | ----------- | -------- | ----- | -------- | -------- | ----- | -------- | ----- | -------- | -------- | ------- |
| 2008      | 横浜 DeNA  | 5     | 1     | 0     | 0     | 0        | 0     | 2     | 0        | 0           | .000  | 58    | 12.1     | 17       | 2           | 2        | 0     | 3        | 9        | 0     | 0        | 11    | 11       | 8.03     | 1.54    |
| 2009      | 横浜 DeNA  | 1     | 0     | 0     | 0     | 0        | 0     | 0     | 0        | 0           | ----  | 11    | 2.0      | 2        | 0           | 2        | 0     | 0        | 1        | 1     | 0        | 1     | 1        | 4.50     | 2.00    |
| 2010      | 横浜 DeNA  | 16    | 7     | 0     | 0     | 0        | 0     | 7     | 0        | 0           | .000  | 214   | 47.0     | 56       | 10          | 16       | 1     | 4        | 28       | 0     | 0        | 37    | 34       | 6.51     | 1.53    |
| 2011      | 横浜 DeNA  | 3     | 0     | 0     | 0     | 0        | 0     | 1     | 0        | 0           | .000  | 24    | 6.1      | 4        | 0           | 2        | 0     | 0        | 1        | 0     | 0        | 2     | 2        | 2.84     | 0.95    |
| 2012      | 横浜 DeNA  | 2     | 0     | 0     | 0     | 0        | 0     | 0     | 0        | 0           | .000  | 14    | 2.0      | 3        | 0           | 5        | 0     | 0        | 2        | 0     | 0        | 3     | 3        | 13.50    | 4.00    |
| 2013      | 横浜 DeNA  | 38    | 0     | 0     | 0     | 0        | 2     | 4     | 0        | 5           | .333  | 169   | 38.2     | 33       | 3           | 15       | 1     | 4        | 32       | 1     | 0        | 19    | 16       | 3.72     | 1.24    |
| 2014      | 横浜 DeNA  | 3     | 0     | 0     | 0     | 0        | 0     | 0     | 0        | 0           | .000  | 20    | 4.0      | 3        | 0           | 5        | 0     | 0        | 2        | 0     | 0        | 3     | 0        | 0.00     | 2.00    |
| 2016      | オリックス | 1     | 0     | 0     | 0     | 0        | 0     | 0     | 0        | 0           | .000  | 15    | 3.0      | 5        | 2           | 1        | 0     | 0        | 2        | 0     | 0        | 3     | 3        | 9.00     | 2.00    |
| 通算：8年 | 通算：8年  | 69    | 8     | 0     | 0     | 0        | 2     | 14    | 0        | 5           | .125  | 525   | 115.1    | 123      | 17          | 48       | 2     | 11       | 77       | 2     | 0        | 79    | 70       | 5.46     | 1.48    |

- 横浜（横浜ベイスターズ）は、2012年にDeNA（横浜DeNAベイスターズ）に球団名を変更

### 記録
- 初登板：2008年9月14日、対中日ドラゴンズ20回戦（横浜スタジアム）、6回表に4番手で救援登板、2回無失点[22]
- 初奪三振：2008年9月16日、対読売ジャイアンツ21回戦（横浜スタジアム）、6回表に木村拓也から空振り三振
- 初先発：2008年9月25日、対阪神タイガース22回戦（阪神甲子園球場）、3回2/3を5失点で敗戦投手[23]
- 初勝利：2013年6月22日、対阪神タイガース7回戦（横浜スタジアム）、5回表2死に2番手で救援登板、1回1/3を無失点[24]
- 初ホールド：2013年6月23日、対阪神タイガース8回戦（横浜スタジアム）、7回裏2死に3番手で救援登板、1/3回無失点

その他の記録
- 初登板から白星なしの連敗：10 ※史上7人目

### 背番号
- 58 （2008年 - 2015年）
- 129 （2016年 - 同年6月22日）
- 98 （2016年6月23日 - 同年終了）

### 登録名
- 阿斗里 （あとり、2008年 - 2012年）
- 大田 阿斗里 （おおた あとり、2013年 - 2016年）

## 関連情報

### 関連書籍
『道を拓く：元プロ野球選手の転職』（長谷川晶一著、扶桑社、2024年10月、ISBN 9784594099077）